# Castrillo del Val
Castrillo del Val és un municipi de la província de Burgos a la comunitat autònoma de Castella i Lleó. Forma part de la comarca d'Alfoz de Burgos.

## Entitats de població
| Nom                    | Distància | Població 2006 |
| ---------------------- | --------- | ------------- |
| Castrillo del Val      | capital   | 192           |
| Base Militar           | 7         | 16            |
| Cerca de Santa Eugenia | 4         | 17            |
| Priorato               | 2,7       | caseriu       |
| San Pedro de Cardeña   | 2,5       | 20            |
| Los Tomillares         | 3         | 364           |
|                        | Total     | 609           |

## Demografia
| 1991 |  | 1996 |  | 2001 |  | 2004 |  | 2006 |  | 2007 |
| ---- |  | ---- |  | ---- |  | ---- |  | ---- |  | ---- |
| 199  |  | 347  |  | 565  |  | 515  |  | 609  |  | 637  |